# Віндем (Коннектикут)
Віндем (англ. Windham) — місто (англ. town) в США, в окрузі Віндем штату Коннектикут. Населення — 24 425 осіб (2020).

## Демографія
Згідно з переписом 2010 року, у місті мешкало 25 268 осіб у 8906 домогосподарствах у складі 5355 родин. Було 9570 помешкань
Расовий склад населення:
| - 71,4 % — білих - 6,1 % — чорних або афроамериканців - 1,5 % — азіатів - 0,6 % — корінних американців - 0,1 % — вихідців з тихоокеанських островів - 16,9 % — осіб інших рас |

До двох чи більше рас належало 3,6 %. Частка іспаномовних становила 34,2 % від усіх жителів.
За віковим діапазоном населення розподілялося таким чином: 21,3 % — особи молодші 18 років, 67,2 % — особи у віці 18—64 років, 11,5 % — особи у віці 65 років та старші. Медіана віку мешканця становила 30,3 року. На 100 осіб жіночої статі у місті припадало 95,1 чоловіків;  на 100 жінок у віці від 18 років та старших — 92,3 чоловіків також старших 18 років.
Середній дохід на одне домашнє господарство  становив 51 602 долари США (медіана — 41 293), а середній дохід на одну сім'ю — 57 650 доларів (медіана — 42 865). Медіана доходів становила 40 971 долар для чоловіків та 34 515 доларів для жінок. За межею бідності перебувало 25,5 % осіб, у тому числі 36,7 % дітей у віці до 18 років та 9,4 % осіб у віці 65 років та старших.
Цивільне працевлаштоване населення становило 11 968 осіб. Основні галузі зайнятості: освіта, охорона здоров'я та соціальна допомога — 34,0 %, роздрібна торгівля — 16,2 %, мистецтво, розваги та відпочинок — 14,2 %.